# Mevesia arguta
Mevesia arguta är en stekelart som först beskrevs av Wesmael 1845.  Mevesia arguta ingår i släktet Mevesia och familjen brokparasitsteklar. Arten är reproducerande i Sverige. Inga underarter finns listade i Catalogue of Life.